# Georg Ruge

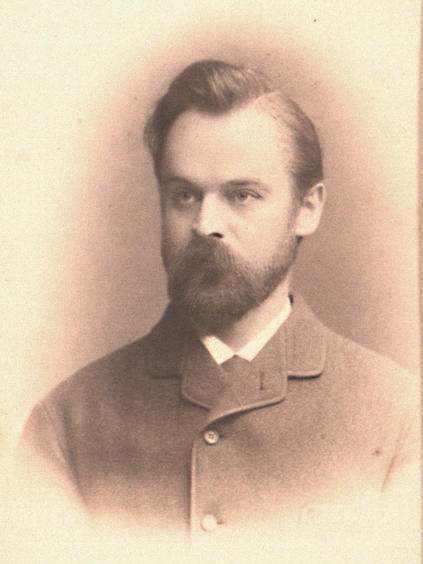
Georg Ruge als Lehrkörper der Universität Heidelberg 1886

Georg Herrmann Ruge (* 19. Juni 1852 in Berlin; † 21. Juni 1919 in Zürich) war ein deutscher Mediziner (Anatom) und Primatologe. 
Ruge studierte in Jena und Berlin Medizin und wurde 1875 promoviert (Beiträge zum Wachsthum des menschlichen Unterkiefers). Danach war er Assistent von Karl Gegenbaur an der Universität Heidelberg, wo er sich 1878 in Anatomie habilitierte. 1882 wurde er außerordentlicher Professor in Heidelberg, 1888 ordentlicher Professor in Amsterdam und 1887 ordentlicher Professor und Direktor des Anatomischen Instituts der Universität Zürich.
In seiner Villa auf dem Zürich-Berg besprachen er und der Pharmakologe Max Cloëtta im Herbst 1910 mit Ferdinand Sauerbruch dessen Berufung an die Chirurgische Universitätsklinik Zürich (Die Ehepaare Cloëtta und Ruge gehörten in Zürich dann zum Freundeskreis der Sauerbruchs).
Er befasste sich unter anderem mit der Anatomie (Gesichtsmuskeln) von Menschenaffen.
Am 26. Oktober 1887 (Matrikel-Nr. 2657) wurde er Mitglied der Leopoldina.
Er war der Bruder des Gynäkologen Carl Arnold Ruge.

## Schriften
- Untersuchungen über die Gesichtsmuskulatur der Primaten. Wilhelm Engelmann, Leipzig  1887 (Internet Archive)
- Anleitungen zu den Präparierübungen an der menschlichen Leiche. Wilhelm Engelmann, Leipzig 1888 (Internet Archive), 5. Auflage 1921
- Die Körperformen des Menschen in ihrem Bedingtsein durch den aufrechten Gang. 1918